# 沃爾科茨堡 (紐約州)
沃爾科茨堡（英語：Wolcottsburg）是位於美國紐約州伊利縣的非建制地區。

## 歷史
沃爾科茨堡的郵局於1873年設立，其後於1902年停運。

## 地理
沃爾科茨堡所處的海拔為高於海平面180米（即591英呎），而該地所採用的時區為UTC-5，即北美东部时区（EST）。同時該地設有夏令時間，為UTC-5調快一小時，即UTC-4（EDT）。